# Eseque
Eseque foi um poço cavado por servos de Isaque, para cuja utilização os pastores de Gerar porfiaram com eles - "contender" (Gênesis 26:20). Ficava no bairro entre Reobote e Gerar, mas o local não é identificado.